# Fitxers sidecar
Els fitxers Sidecar, també anomenats com a arxius connectats o arxius adjunts (en anglès buddy files or connected files), són fitxers d’ordinador que emmagatzemen dades (sovint metadades) que el format d’un fitxer font no admet amb l'objectiu d'ampliar la informació.
Hi pot haver-hi un o més arxius de sidecar per cada arxiu de font. També hi pot haver-hi bases de dades que contenen metadades per diversos arxius de font.
En molts casos els arxius sidecar es relacionen amb l'arxiu principal a través del nom de l'arxiu (l'arxiu sidecar té el mateix nom de base que l'arxiu del qual aporta informació però amb diferent extensió). El problema principal d'aquest sistema d'annexar la informació és que els sistemes operatius i gestors de fitxers, en la majoria de casos ignoren aquestes relacions. Això porta que un moviment, esborrat o canvi en un fitxer facin que la relació entre ambdós fitxers passi a ser errònia o inexistent.

## Exemples
Metadades Amiga Hunk
A AmigaOS, un fitxer amb un fitxer.info extensió.info conté metadades complementaries d’un fitxer executable d’Amiga Hunk.
Plataforma de metadades extensible
Les dades de fitxers Plataforma de metadades extensibles (XMP) s'emmagatzemen en un fitxer sidecar quan un format de fitxer no admet les metadades XMP incrustades o si el flux de treball ho requereix.
Fitxers i carpetes Web connectats
Un objecte associat a dos o més fitxers. El sistema de fitxers és capaç de tractar els fitxers connectats com una unitat quan es fa un moviment, copia o esborrat. Algunes versions de Internet Explorer i Microsoft Word son capaces de desar un HTML amb tots els fitxers complementaris (imatges, estil, javascript…) i ser enllaçats com una sola unitat.+
THM
Moltes càmeres digitals emmagatzemaran un fitxer.thm (miniatura) al costat d’una pel·lícula gravada, amb el mateix nom de fitxer base que el fitxer de pel·lícula. Aquests fitxers en miniatura són fitxers d'imatge codificats en JFIF. Aquest sistema permet mostrar ràpidament una previsualització fixa de la pel·lícula i emmagatzemar les dades de la càmera que el format de fitxer AVI no admet.
INF
Els sistemes de fitxers Acorn admeten metadades com ara les adreces de càrrega i d'execució que poden no ser compatibles de forma nativa en altres sistemes de fitxers. Un fitxer .inf s'utilitza per emmagatzemar aquestes metadades en format de text.
JPEG i WAV
Algunes càmeres digitals permeten fer anotacions d'àudioa les fotos. Aquests fitxer d'àudio són emmagatzemats (normalment en format WAV) al costat del fitxer JPEG original amb el mateix nom d'arxiu i diferent extensió.
PDF i anotacions
Els visors de PDF que permeten al lector anotar els documents amb comentaris i dibuixos que són emmagatzemats en un fitxer sidecar, com els fitxers .xoj de Xournal.
Exif
Com molts editors de JPEG poden destruir la informació Exif emmagatzemada en fotografies digitals alguns organitzadors d'imatges poden extreure la informació Exif i emmagatzemar-la en una arxiu .exf per que aquesta informació pugui ser reinserida en el JPEG més tard.
RAW + JPEG
Com que els arxius d'imatge RAW són molt grans, moltes càmares digitals que permeten aquest tipus d'arxius desen, a més, una copia de la mateixa fotografia en un JPEG. Això permet una velocitat més alta en la previsualització i suport pert part d'aplicacions que no admeten el format RAW.

## Alternatives
Enlloc d'emmagatzemar dades per separat es pot emmagatzemar les dades en l'arxiu principal. Això ho podem trobar, especialment en els arxius contenidor, els quals permeten que s'hi emmagatzemin certs tipus de dades. Enlloc de fitxers separats en el sistema de fitxers es manté tota la informació unificada en un sol fitxer. Aquesta opció, però, suposa que el programari que interpreta el fitxer pugui interpretat el contingut de tot el fitxer enlloc de fer-ho per parts. Això és una solució genèrica, ja que els arxius poden contenir arxius arbitraris del sistema d'arxius.